# Thermidor

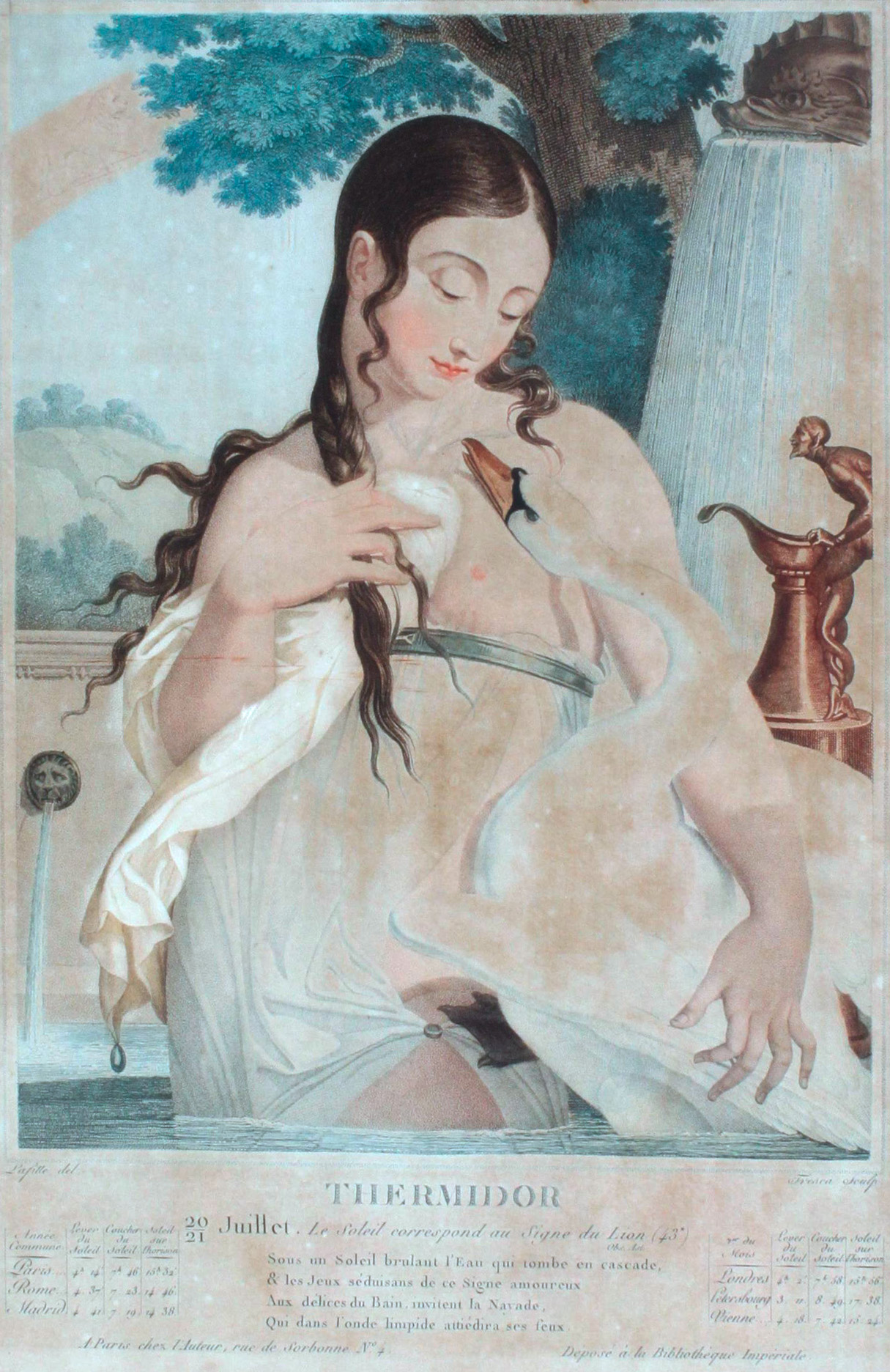
A hónap allegorikus ábrázolása

Thermidor (ejtsd: termidor), magyarul: Hőség hónapja, a francia forradalmi naptár tizenegyedik, nyári hónapja.
Megközelítően – az évektől függően egy-két nap eltéréssel – megegyezik a Gergely-naptár szerinti július 19-étől augusztus 17-éig terjedő időszakkal, amikor a Nap áthalad az állatöv Oroszlán csillagképén.
A görög thermosz, „forró, meleg” szóból származik. Az elnevezést a „júliusi és augusztusi, mind a levegőt, mind pedig a földet perzselő kánikuláról” kapta, olvasható Fabre d’Églantine költő javaslatában, melyet 1793. október 24-én, a „Naptárkészítő Bizottság” nevében nyújtott be a Nemzeti Konventnek.
1806. január 1-jén a franciák visszatértek a Gergely-naptár használatára, ezért a XIV. esztendőben Hőség hava már nem volt.
A hónapról kapták nevüket a thermidoriak, más néven a thermidori összeesküvők. Az elnevezés valójában a II. esztendő Hőség hava 9-én (1794. július 27-én) történtekre, a francia forradalom meghatározó napjára, a thermidori fordulatra utal. Azon a napon a Konvent radikálisan vetett véget a Közjóléti Bizottság diktatúrájának. Az esemény 107 jakobinus halálát követelte: egyesek, mint Robespierre, vagy Saint-Just guillotine alá kerültek, mások öngyilkosok lettek. A fordulat következtében csökkent a forradalmi terror, feloszlatták a Jakobinus Klubot és bevezették a szabad árakat. A nagyburzsoázia képviselői vették át a hatalmat.
A történészek számára Thermidor kifejezés a véres leszámolás, és a politikai inga szimbólumává vált, amikor is a forradalom visszatér egyfajta forradalom előtti állapotba, s a hatalom kicsúszik a forradalom eredeti vezetőinek kezéből. Sztálin és a forradalom utáni bürokrácia hatalomra jutására ilyen értelemben használta Trockij a szovjet thermidor kifejezést „Az elárult forradalom” című művében.
Egy híres homárrecept is viseli a Thermidor nevet. Egyesek szerint nevét onnan kapta, hogy először ebben a hónapban készítették Napóleon részére; mások későbbre teszik megalkotását: szerintük a híres párizsi „Café de la Paix” szakácsa állította össze a Thermidor című viktoriánus dráma 1894-es bemutatója alkalmából. A félpáncélban tálalt, gyöngyhagymás-boros szósszal leöntött, sajttal beszórt és kisütött Homard Thermidor szerepelt a Titanic étlapján is.

## Átszámítás
| I. év | II. év | III. év | IV. év | V. év | VI. év | VII. év |

| július | 1793 | 1794 | 1795 | 1796 | 1797 | 1798 | 1799 | augusztus |

| I. év | II. év | III. év | IV. év | V. év | VI. év | VII. év |

| július | 1793 | 1794 | 1795 | 1796 | 1797 | 1798 | 1799 | augusztus |

| VIII. év | IX. év | X. év | XI. év | XII. év | XIII. év |

| július | 1800 | 1801 | 1802 | 1803 | 1804 | 1805 | augusztus |

| VIII. év | IX. év | X. év | XI. év | XII. év | XIII. év |

| július | 1800 | 1801 | 1802 | 1803 | 1804 | 1805 | augusztus |

## Napjai
| A "Thermidor" hónap napjai | A "Thermidor" hónap napjai | A "Thermidor" hónap napjai    | A "Thermidor" hónap napjai | A "Thermidor" hónap napjai | A "Thermidor" hónap napjai | A "Thermidor" hónap napjai |
| -------------------------- | -------------------------- | ----------------------------- | -------------------------- | -------------------------- | -------------------------- | -------------------------- |
|                            | 1. dekád                   | 1. dekád                      | 2. dekád                   | 2. dekád                   | 3. dekád                   | 3. dekád                   |
| Primidi                    | 1.                         | Épeautre (tönköly)            | 11.                        | Panis (köles)              | 21.                        | Carline (bábakalács)       |
| Duodi                      | 2.                         | Bouillon blanc (ökörfarkkóró) | 12.                        | Salicorne (sziksófű)       | 22.                        | Caprier (kapricserje)      |
| Tridi                      | 3.                         | Melon (sárgadinnye)           | 13.                        | Abricot (kajszbarack)      | 23.                        | Lentille (lencse)          |
| Quartidi                   | 4.                         | Ivraie (üszögös konkoly)      | 14.                        | Basilic (bazsalikom)       | 24.                        | Aunée (örvénygyökér)       |
| Quintidi                   | 5.                         | Bélier (kos)                  | 15.                        | Brebis (anyajuh)           | 25.                        | Loutre (vidra)             |
| Sextidi                    | 6.                         | Prêle (zsurló)                | 16.                        | Guimauve (mályva)          | 26.                        | Myrte (mirtusz)            |
| Septidi                    | 7.                         | Armoise (üröm)                | 17.                        | Lin (len)                  | 27.                        | Colza (repce)              |
| Octidi                     | 8.                         | Carthame (pórsáfrány)         | 18.                        | Amande (mandula)           | 28.                        | Lupin (csillagfürt)        |
| Nonidi                     | 9.                         | Mûres (szeder)                | 19.                        | Genthiane (tárnics)        | 29.                        | Coton (gyapot)             |
| Decadi                     | 10.                        | Arrosoir (locsolókanna)       | 20.                        | Écluse (zsilip)            | 30.                        | Moulin (malom)             |